# دودلي أ. غولييلمو
دودلي أ. غولييلمو هو سياسي أمريكي، ولد في 21 أبريل 1909، وتوفي في 30 يوليو 2005 في باتون روج في الولايات المتحدة. نشط حزبياً في الحزب الديمقراطي.